# FÉG 35M
Il FÉG 35M era un fucile a otturatore girevole-scorrevole ungherese, prodotto dalla Fegyver- és Gépgyár. L'arma, pur ricordando esteticamente la carabina Steyr-Mannlicher M1895/30M, era in realtà un'arma nuova in calibro 8 × 56 mm R, riconoscibile dal manubrio dell'otturatore in posizione più avanzata rispetto al M95. Fu impiegato dalle forze armate del Regno d'Ungheria durante la seconda guerra mondiale, per essere gradualmente sostituito nel dopoguerra dalle carabine Mosin-Nagant di surplus dell'Armata rossa, poi prodotte in loco.

## Sviluppo
Dopo la prima guerra mondiale, le carabine M95 dell'esercito ungherese furono modificate ricalibrando le mire in sistema metrico e poi ricamerate per la nuova munizione spitzer, ottenendo la versione M95/M31M. L'esercito però non fu soddisfatto del risultato. Dall'impiego sul campo durante la Grande Guerra, erano emerse grosse problematiche, tra le quali l'otturatore scorrevole soggetto a congelamento; gli otturatori rifiniti artigianalmente, quindi non intercambiabili e sostituibili solo da armaioli esperti; l'armamento del percussore all'apertura dell'otturatore. Alla fine venne decisa l'adozione di un nuovo fucile basato sul più semplice e convenzionale a otturatore girevole-scorrevole Mannlicher-Schönauer, prodotto dalla Fegyver- és Gépgyár come "35M".
Tutte le molle dell'arma, eccetto una nella mira, erano del tipo elicoidale. La nuova sicura poteva essere inserita sia a fucile armato che non armato. La canna era allungata e la distanza tra la mira posteriore e quella anteriore era aumentata. Il calcio era del tipo inglese a due pezzi evitò l'importazione di legni di grosse dimensioni. L'arma ricevette inoltre una nuova baionetta.

## 43M e Gewehr 98/40
Durante la seconda guerra mondiale la cooperazione militare con l'alleata Germania nazista e la carenza di fucili Mauser Karabiner 98k che attanagliava lo Heer portò a modificare i 35M. Il fucile fu ricamerato per la cartuccia standard tedesca 7,92 × 57 mm Mauser; altre modifiche riguardarono il serbatoio interno completamente chiuso, il manubrio dell'otturatore angolato e l'aggancio della baionetta adattato per la baionetta standard tedesca; inoltre il sistema di alimentazione fu modificato per accettare le piastrine standard Mauser da 5 colpi e le mire vennero ricalibrate in base alle caratteristiche balistiche della nuova munizione da 7,92 mm. L'arma così modificata venne adottata sia dalla Wehrmacht come Gewehr 98/40  che dall'esercito ungherese con la denominazione FÉG 43M.